# 环县故城
环县故城，位于中国甘肃省环县，为一个省级文物保护单位，类型为古遗址。
环县故城的历史年代为宋代。